# Срезнево (Шиловский район)
Сре́знево — село в Шиловском районе Рязанской области в составе Задубровского сельского поселения.

## Географическое положение
Село Срезнево расположено на Окско-Донской равнине на правом берегу реки Оки в устье реки Непложи, в 17 км к северо-западу от пгт Шилово. Расстояние от села до районного центра Шилово по автодороге — 28 км.
К югу от села находится урочище Торжки. Ближайшие населенные пункты — деревни Бортниково и Тайдаково.

## Население
| 1859 | 1897 | 1906 | 2010 |
| ---- | ---- | ---- | ---- |
| 390  | ↗586 | ↗717 | ↘24  |

По данным переписи населения 2010 г. в селе Срезнево постоянно проживают 24 чел. (в 1992 г. — 64 чел.).

## Происхождение названия
Происхождение названия села неизвестно, но есть предположения относительно слова «срезень». Пограничное положение этих мест заставляло местных жителей постоянно держать оборону от печенегов, половцев и других кочевников, ведь в 16 км от села находилась столица Рязанского княжества — Старая Рязань. Мещерские леса за Окой: сосна, ель, береза, давали хороший материал для луков и стрел — «срезней», которые были широко распространены на Руси в XII—XVII вв.
Возможно, есть сходство между словом «срезень» в значении «род стрелы» и словом «срезень» в значении «бойкий человек, дерзкий, резкий на словах», которое приведено в «Толковом словаре живого великорусского языка» В. И. Даля.

## История
Впервые село Срезнево упоминается в 1568 г. в выписи на вотчины Рязанского Архиерейского дома, в которой в том селе значатся: 
«церковь Покров Пресвятыя Богородицы, да церковь Пятница святая, да церковь теплая Никола Чудотворец. Земли 280 четвертей — добра, сена владычня 300 копен, крестьянских 340 копен».
В выписи с книг князя Василия Вяземского и подьячего Ивана Кавелина за 1637—1640 гг. село Срезнево описывается так: 
«В Старорязанском стану вотчина Пресвятыя Богородицы Борисоглебской, что за Рязанским за архиепископом Моисеем село Срезнево у Оки реки на берегу, усть речки Непложи, а в селе церковь Покрова Пречистыя Богородицы да Николы Чудотворца да в пределе нарицаемыя Пятницы, древена, клетцки, строение та церковь и в церкве образы тово-ж села попа Андрея Киприанова, книги — строения архиепископвы и приходных людей — деревни Тайдаковы крестьян, колокола — строенья тово-ж села и деревни Пустого Поля и деревни Тайдаковы крестьян; а на церковной земле дворов: двор вдовой поп Андрей Кипреянов, двор поп Кузма Ерофеев, двор церковной дьячек Бориско Осипов; пашни церковныя добрыя земли, архиепископова данья, 5 четвертей в поле, а в дву потомуж, сена церковного за Окою за рекою вниз по Оке реке на архиепископовых лугах — к лесу — против липок, 50 копен; да в селе двор архиепископов, а в нем живет прикащик Агейка Шепырев, да крестьянских дворов…11, да бобыльских…6, да пустых крестьянских дворов, а крестьяне бежали в 1638 году, …10; пашни паханыя добрыя земли 100 четвертей да перелогу 120 четвертей да лесом поросло 150 четвертей в поле, а в дву потомужь, сена за Окою рекою на Мещерской стороне об межу Кирила Траковского пожен вниз по Оке реке по правой стороне 640 копен, лесу нет».
По окладным книгам 1676 г. в приходе к Покровской церкви показано: 
«В том же селе Срезневе двор преосвященнаго Иосифа митрополита Рязанскаго и Муромскаго, а в нем живут приказные люди, погодно переменяючись, да в том же селе и в деревни Пустом Поле крестьянских 90 дворов, да бобыльских 14 дворов, да деревня Бортники, а в ней 2 двора помещиковых, да крестьянских 10 дворов, да двор бобыльской, да в деревни Тайдакове крестьянских 19 дворов, да бобыльских 3 двора, да в деревни Колеминой двор помещиков».

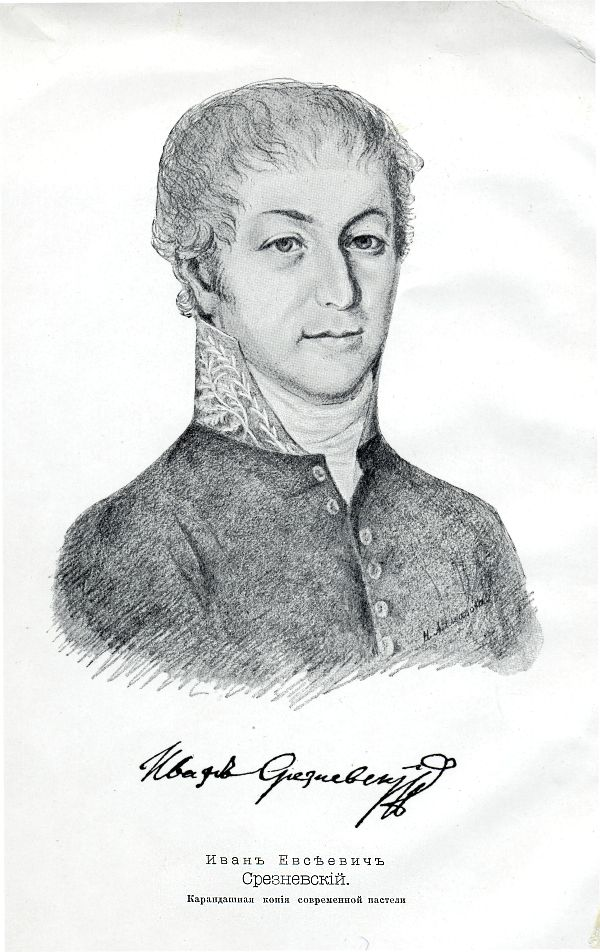
Срезневский Иван Евсеевич (1770—1819).

К 1736 г. в приходе Покровской церкви села Срезнево насчитывалось 103 двора, в коих проживало 275 душ мужского пола.
К началу XVIII в. древний деревянный Покровский храм значительно обветшал, и в 1734 г. местный священник испрашивал дозволения на его перестройку. Кроме того, храм находился на высоком, обрывистом берегу реки Оки, который со временем размывался ее водами. Тогда местные крестьяне под руководством священника Евсевия (отца ученого И. Е. Срезневского) перекатили церковь на 100 м вглубь села. По-преданию, во время этих работ на престол был поставлен сосуд со святой водой, и из него не пролилась ни одна капля. В 1854 г. у церкви была поставлена новая колокольня, а в 1885 г. под нее был подведен каменный фундамент.
В течение 180 лет приход Покровского храма в селе Срезнево передавали от отца сыну представители духовного сословия, получившие по названию села фамилию Срезневских. Род Срезневских дал России множество людей, среди которых
- Иван Евсеевич Срезневский (1770+1819 гг.), профессор красноречия, поэт и оратор;
- Иосиф Евсеевич Срезневский (1780+? гг.), профессор юриспруденции и писатель;
- Измаил Иванович Срезневский (1812+1880 гг.), филолог-славист, этнограф и палеограф;
- Владимир Измайлович Срезневский (1848+1929 гг.), статистик;
- Вячеслав Измайлович Срезневский (1849+1937 гг.), ученый и изобретатель в области научно-технической фотографии;
- Борис Измайлович Срезневский (1857+1934 гг.), метеоролог;
- Всеволод Измайлович Срезневский (1867+1936 гг.), историк литературы, археограф, палеограф, библиограф, член-корреспондент АН СССР.

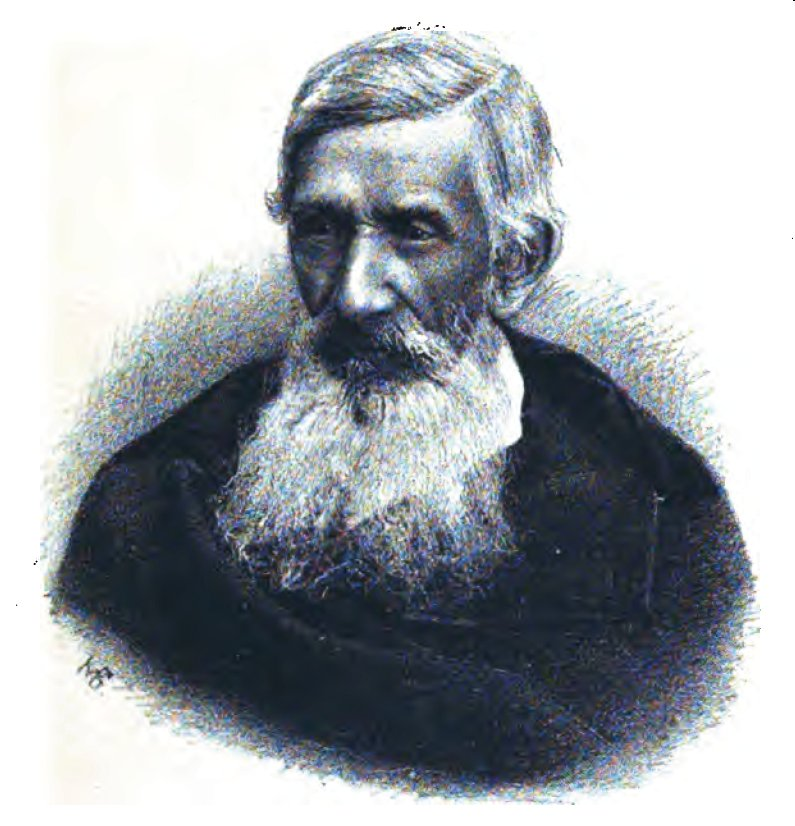
Срезневский Измаил Иванович (1812—1880).

Видным отечественным ученым был Измаил Иванович Срезневский (1812+1880 гг.) — первый в России доктор славяно-русской филологии, выдающийся знаток древнерусской письменности, путешественник, археолог, палеограф, этнограф, лексикограф, проживший яркую плодотворную жизнь. Он был блестящим педагогом, создал прогрессивную методическую концепцию преподавания русского языка.
Академик И. И. Срезневский побывал на родине своих предков — в селе Срезнево всего один раз в своей жизни, в 1877 г. Впечатления об этом событии были очень ярки. Он завещал детям похоронить его возле алтаря храма Покрова Пресвятой Богородицы в селе Срезнево, что и было исполнено после его смерти.

В 1861 г. Покровский приход села Срезнево перешёл к Василию Григорьевичу Катинскому (племяннику И. И. Срезневского по женской линии). В том же году в селе Срезнево открылась церковно-приходская школа, а в 1890 г., к 10-й годовщине со дня кончины академика И. И. Срезневского, было построено для нее специальное здание, о котором «Губернские Ведомости» писали так: 
«Каменный, с мезонином, крытый железом дом, выстроенный в 1886—1892 годах иждивением бывшего священника села Срезнево Василия Катинского, пожертвованный им в пользу церкви и отданный в ведение Рязанского епархиального училищного совета с тем, чтобы в нем навсегда помещалась церковно-приходская школа».
К 1891 г., по данным И. В. Добролюбова, в приходе Покровской церкви числились село Срезнево с 83 дворами, деревни Бортникова с 28 дворами, Тайдакова с 26 дворами, Наземова с 18 дворами и хутор Ясаковский с 1 двором, в коих проживало всего 515 душ мужского и 580 душ женского пола, в том числе грамотных 280 мужчин и 200 женщин. В селе действовала земская приходская школа.
Со временем второй деревянный Покровский храм также обветшал, и в 1903 г. по инициативе и на средства местных помещиков — военного инженера Константина Александровича и его сестры Зинаиды Александровны Измайловых — в Срезнево была заложена новая каменная церковь во имя Казанской иконы Божией Матери. Храм был освящен в сентябре 1905 г. и имел два престола: во имя иконы Казанской Божией Матери и во имя Покрова Пресвятой Богородицы. В Покровском приделе вплоть до 1976 г. хранился старинный антиминс, подписанный самим Патриархом Московским и всея России Никоном. Служба в нем совершалась только один раз в год — на праздник Покрова Пресвятой Богородицы.

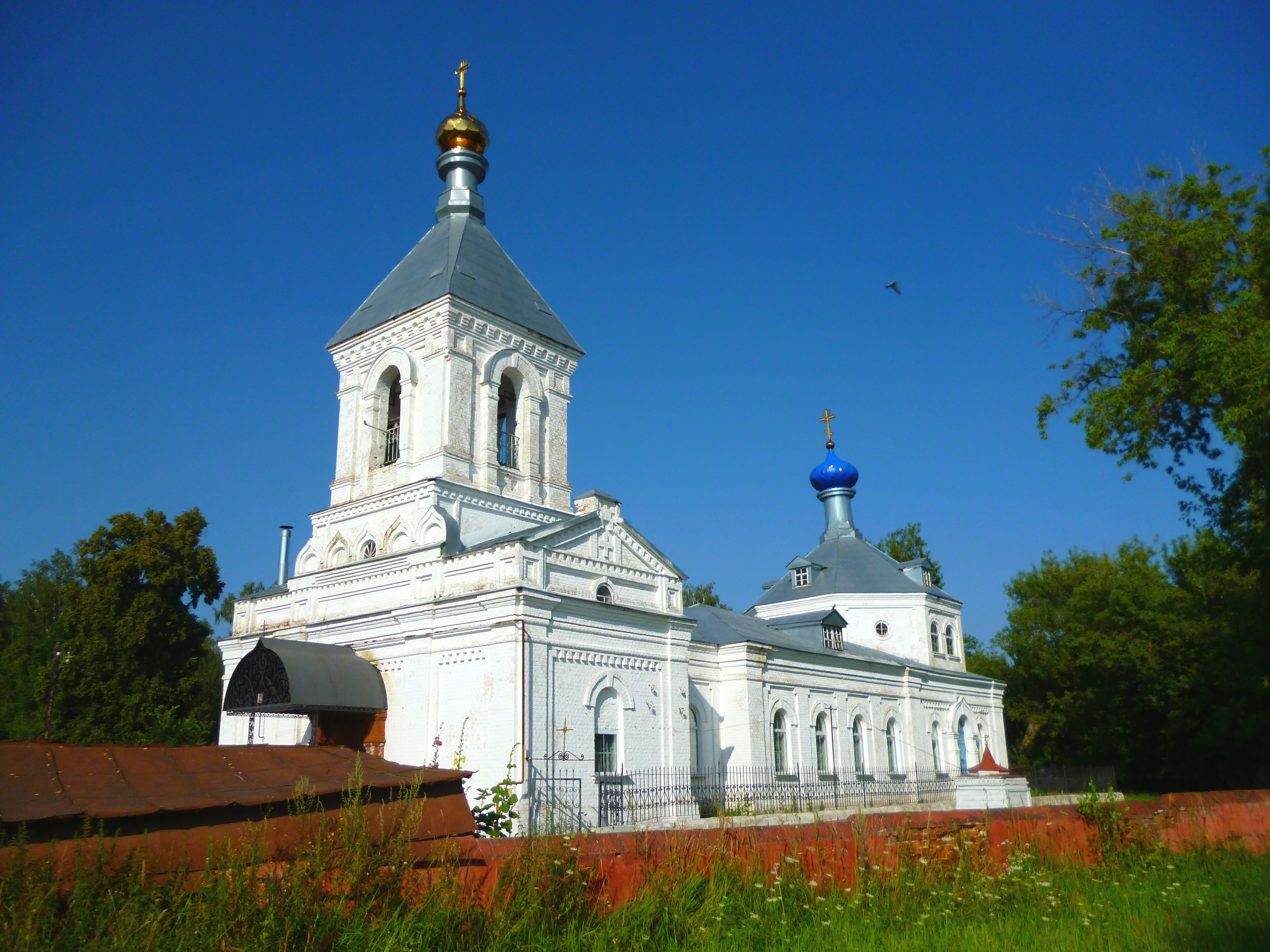
Село Срезнево. Храм Казанской иконы Божией Матери (Казанская церковь), 1905 г.

После Октябрьской революции 1917 г. Казанский храм села Срезнево стал центром религиозной жизни всего Спасского уезда. Этому способствовало то, что 11 июня 1920 г. настоятелем здесь стал иеромонах Филарет (в миру Иван Трофимович Пряхин, 1884+1942 гг.), пришедший сюда из закрытого властями Пронского Спасо-Преображенского монастыря, и принесший с собой чудотворный список иконы Божией Матери «Споручница грешных». Очевидцы свидетельствовали, что когда он в первый раз вошел с иконой в храм, все свечи на подсвечниках вспыхнули и загорелись лампады.
Более 10 лет, с 1920 г. по 1931 г., до своего первого ареста, отец Филарет окормлял свою паству в храме села Срезнево. День принесения в Казанский храм села Срезнево чудотворного списка иконы «Споручница грешных» (11 июня) стал днем ее празднования, на которое собиралось до 8 тыс. верующих не только из Рязанщины, но и из других областей России. Празднование продолжалось до 3-х дней.

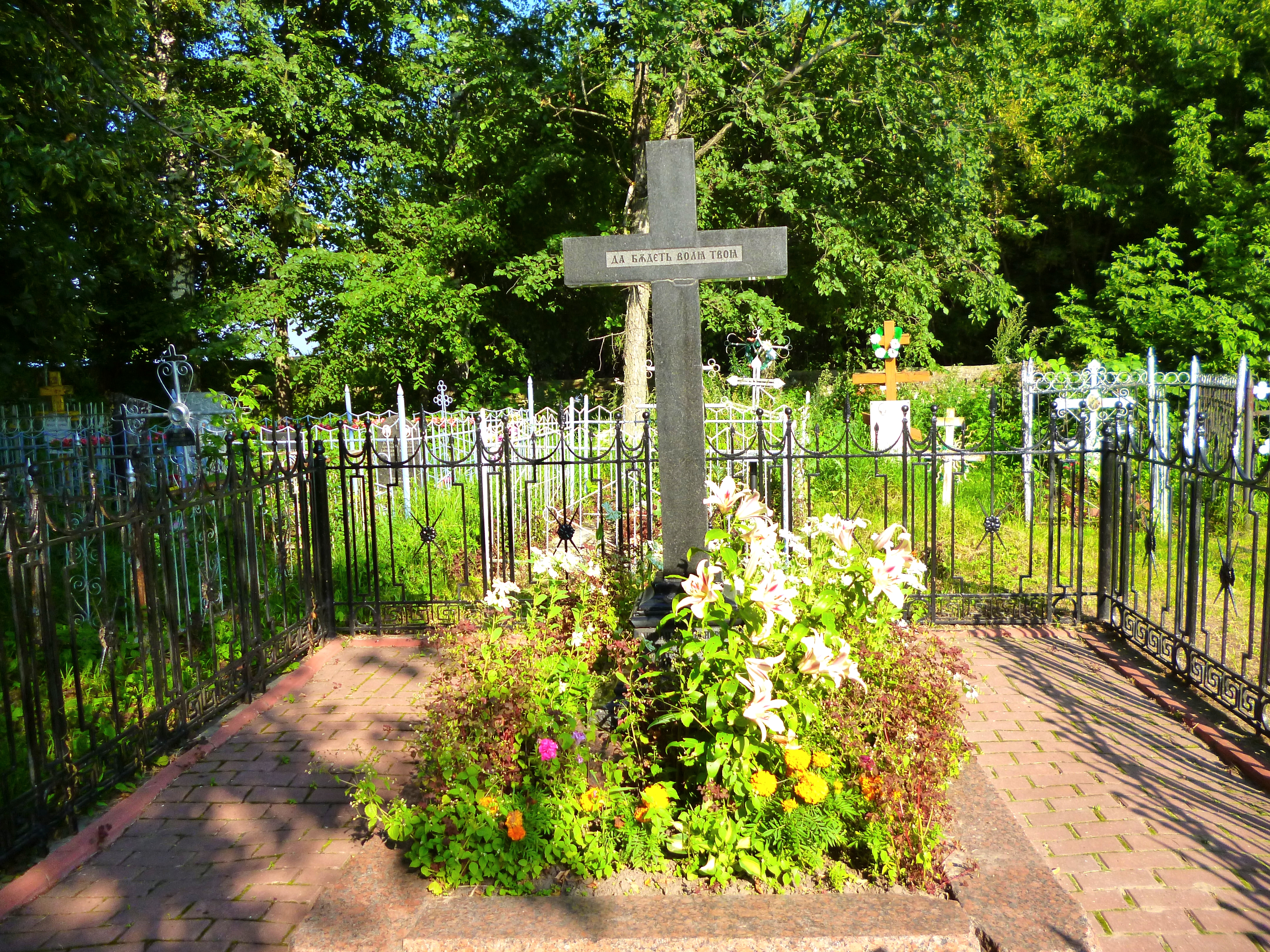
Село Срезнево. Место погребения академика Измаила Ивановича Срезневского (1812—1880).

В 1926 г. в Москве высокопреосвященный Серафим (Александров), архиепископ Тверской, возвел отца Филарета в сан игумена. Вокруг отца Филарета собралось много монахов и монахинь из закрывшихся монастырей. Фактически в селе Срезнево отцом Филаретом был организован нелегальный монастырь, где порой пребывало до 150 иноков и инокинь. На праздник Святой Троицы 31 мая 1931 г. отца Филарета арестовали. По одному с ним делу были арестованы еще 38 монашествующих и мирян. Филарет был обвинён по ст. 58 п. 10-11 в контрреволюционной деятельности, создании монархической группировки «Истинных христиан», организации нелегального монастыря и приговорён к 5 годам исправительно-трудовых работ.
По возвращении из лагерей в 1936 г. игумен Филарет на короткое время снова приехал в село Срезнево, несмотря на предупреждение властей о нежелательности его пребывания в Рязанском округе. Отсюда, по благословению священномученика Иувеналия (Масловского), архиепископа Рязанского и Шацкого, отец Филарет переехал в Тверь. В 1939 г. был вновь арестован и сослан в Сиблаг, где скончался 7 марта 1942 г. во время Великого Поста.
В числе арестованных в мае—июне 1931 гг. по делу «филаретовцев» были иеромонах Сергий (в миру Николай Иванович Сорокин,1900+1937 гг.) — настоятель Троицкого храма близлежащего от Срезнева села Заполье, и матушка Анна (в миру Анисия Гурьевна Столярова,1896+1958 гг.). По ст. 58 п. 10-11 за «контрреволюционную деятельность» их приговорили к 3 годам исправительно-трудовых работ. В конце 1934 г. они вернулся из ссылки в Рязань. Владыка Иувеналий (Масловский) благословил отца Сергия на службу в село Срезнево. Матушке Анне был передан на хранение чудотворный список иконы Божией Матери «Споручница грешных». Вновь возобновились торжественные богослужения, крестные ходы по близлежащим селам.
22 ноября 1937 г. отец Сергий и матушка Анна были вновь арестованы по обвинению в контрреволюционной деятельности, критике политики партии, правительства и советской Конституции. По приговору тройки НКВД иеромонах Сергий был расстрелян 23 декабря 1937 г. Матушка Анна была осуждена на этот раз на 10 лет лагерей.
В документах за 1940 г. указывалось, что в Казанском храме села Срезнево службы не совершались с 1937 г. (некому было служить), но официально храм не закрывался никогда. Решением Рязанского облисполкома от 26.11.1945 г. службы в Казанской церкви были вновь возобновлены.
Схимонахиня Анна вернулась в село Срезнево в 1950 г. и еще 8 лет служила при Казанском храме вместе с другими монахинями. Скончалась после 3 месяцев болезни 23 декабря 1958 г.
Заседанием Священного Синода Русской Православной Церкви от 12 марта 2002 г. игумен Филарет (Пряхин) и иеромонах Сергий (Сорокин) были прославлены в лике Святых. 7 мая 2003 г. Алексий II благословил канонизацию схимонахини Анны (Столяровой), мощи которой покоятся в Казанском храме села Срезнево, где она служила.
В 2002 г. к 190-летию со дня рождения ученого в селе Срезнево был открыт «Мемориальный комплекс имени академика И. И. Срезневского» (на правах филиала Шиловского краеведческого музея).

## Социальная инфраструктура
В селе Срезнево Шиловского района Рязанской области находится мемориальный комплекс имени академика И. И. Срезневского (филиал Шиловского краеведческого музея).

## Транспорт
Вплоть до середины XX в. наибольшее значение для села Срезнево имел водный транспорт. Река Ока и Окский речной путь связывали село с крупнейшими центрами Рязанской области. В селе имеется речная пристань (якорная стоянка). С конца XX в. основные грузо- и пассажироперевозки осуществляются автомобильным транспортом.

## Достопримечательности
- Место погребения академика Измаила Ивановича Срезневского (1812+1880 гг.).
- Мемориальный комплекс имени академика И. И. Срезневского (филиал Шиловского краеведческого музея). Расположен в здании церковно-приходской школы, построенной в 1890 г. по инициативе и на средства сельского священника В. Г. Катинского.[15]
- Храм Казанской иконы Божией Матери — Казанская церковь. Построен в 1905 г. по инициативе и на средства дворян К. А. и З. А. Измайловых.[16]
- Часовня во имя Покрова Пресвятой Богородицы. Построена в 1903 г. на месте алтаря находившейся в селе древней Покровской церкви.[16]

## Известные уроженцы
- Иван Евсеевич Срезневский (1770—1819) — поэт, переводчик, педагог, профессор кафедры словесности древних языков и российского красноречия Демидовского училища высших наук. Сын местного священника. Отец знаменитого русского филолога-слависта, этнографа, палеографа, академика Петербургской АН Измаила Ивановича Срезневского.
- Иосиф Евсеевич Срезневский (1780 — ?) — российский ученый, философ и филолог, писатель, профессор философии и преподаватель естественного права в Казанском университете. Брат Ивана Евсеевича Срезневского.